# Interdiction des sports motorisés
Une interdiction de la pratique de sports motorisés a été acté dans plusieurs pays. Ces interdictions faisaient suite à des accidents dramatiques lors de compétitions (à la suite de l'accident du Mans en 1955) ou pour des raisons économiques.

## Interdictions actées

### Suisse

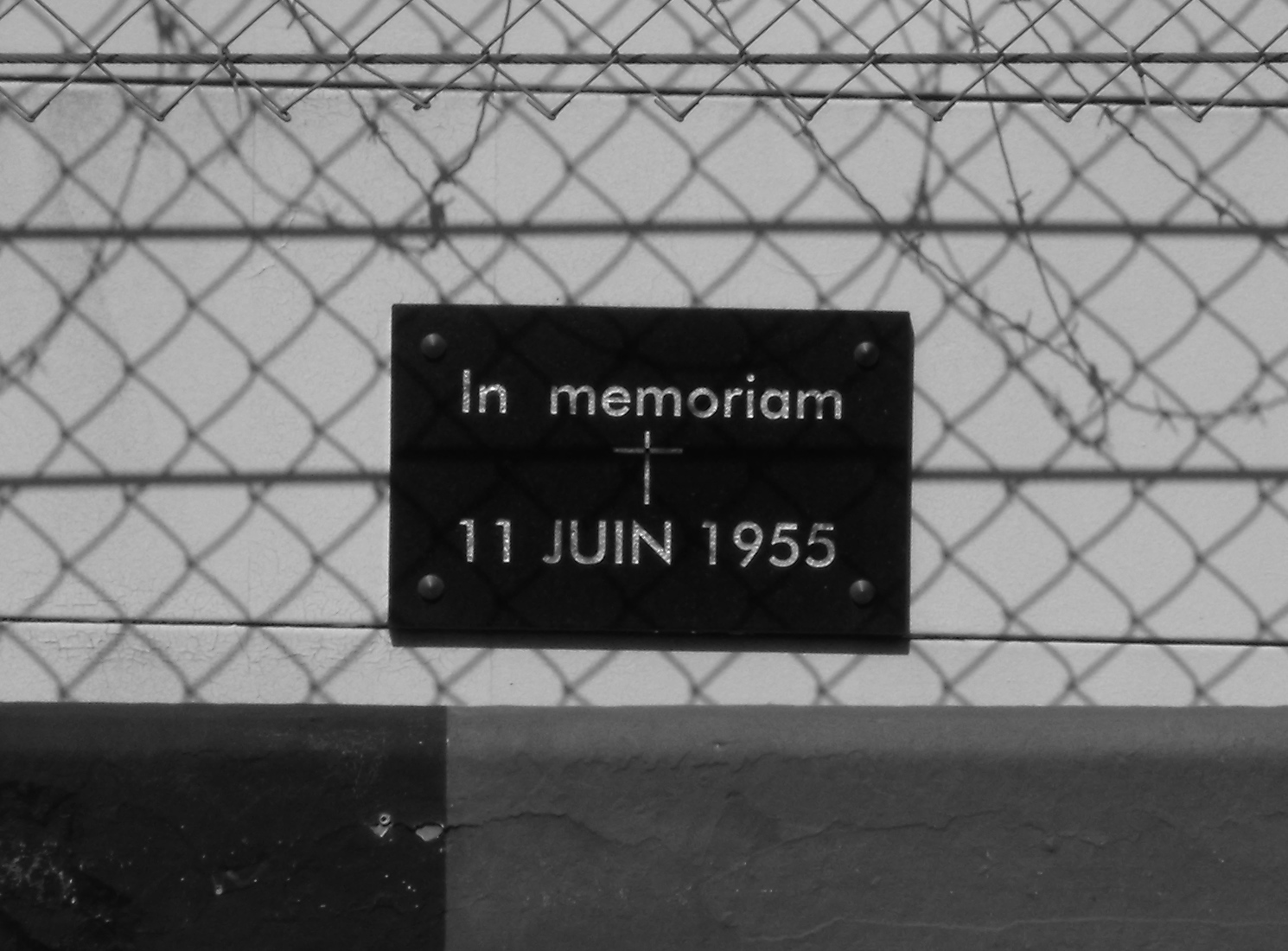
Plaque commémorative du drame des 24 Heures du Mans 1955.

En 1955, après l'accident survenu aux 24 Heures du Mans, la course sur route en Suisse est interdite par la loi (article 52 de la loi fédérale sur la circulation routière). L'interdiction concerne également les courses sur circuit, (les véhicules concourant en compétition directe créant un risque de collisions similaire au Mans), excepté les courses avec des « véhicules spéciaux » tels que les karts, à condition que la capacité des moteurs ne dépasse pas 250 cm3 (avant le 1er mars 2006 la limite maximale était de 100 cm3). Les courses motos sur gazon, les courses de dextérité hors route et slalom automobile sont autorisées (article 94 du Règlement sur la circulation routière). Les événements Stock-car sont interdits.
Afin de ne pas violer l'interdiction, le Grand Prix automobile de Suisse en 1982 s'est déroulé à Dijon en France.
En dépit de l'interdiction, trois courses sur circuit ont eu lieu en Suisse en 2010 : le championnat de Formula Renault 2.0, la Renault Clio Cup et la Formule LO (inactive depuis la fin de l'année 2012). Les pilotes suisses participent à des courses à travers le monde et des équipes comme Rebellion Racing, Jenzer Motorsport ou Jo Zeller Racing ont remporté de nombreux championnats au cours des dernières années. La Suisse est également représentée par Sauber en Formule 1, et le pilote Sébastien Buemi a participé de 2009 à 2011. Ce dernier est devenu champion du monde d'endurance en 2014.
Le 1er avril 2016, le Conseil fédéral suisse a approuvé l'admission des courses de Formule E en Suisse. Une licence est requise pour la mise en œuvre d'une telle course et est également liée à d'autres conditions relatives à la sécurité routière (article 95, paragraphe 5, du code de la route).

### Allemagne
À la suite de nombreux accidents mortels ayant endeuillé les courses auto et moto en Allemagne au début de la saison 1929, l'état libre de Prusse interdit les courses le 17 juin 1929. Les courses de côte ainsi que les circuits de l'AVUS et du Nürburgring en étant exclus. En 1930, cette interdiction a été assouplie en échange sous condition que les organisateurs améliorent les mesures de sécurité.

### Israël
Les sports mécaniques ont été interdits en Israël dans les années 1990.

### Norvège
À la suite de l'accident de Per Engseth en 1971, la Norvège interdit les rallyes de 1972 à 1984. Ceci amena une croissance rapide du rallycross dans ce pays. Ce n'est que depuis les succès de Petter Solberg que le rallye est pleinement rétabli.

## Tentatives d'interdictions

### France
En 1973, en plein choc pétrolier, le premier ministre Pierre Messmer réclame l'interdiction du sport automobile. Toutefois aucune tentative de législation n'a eu lieu.

### Philippines
En 2005, le gouvernement philippin annonce une interdiction du sport automobile en réponse à la hausse du prix du pétrole. Cependant, le projet n'a pas été mis en pratique.